# Bezirk Żmigród
Bezirk Żmigród – dawny powiat (Bezirk) kraju koronnego Królestwo Galicji i Lodomerii, funkcjonujący w latach 1854–1867. Siedzibą starostwa było miasteczko Żmigród (Nowy Żmigród).

## Historia
Bezirk Żmigród utworzono w ramach reformy uwłaszczeniowej z okresu Wiosny Ludów (1848–1849), która likwidowała jurysdykcję właściciela ziemskiego nad poddanymi. W Galicji, dominium – jako podstawowa jednostka administracyjna i filar systemu feudalnego straciło rację bytu. Konieczne stało się zatem wprowadzenie nowego systemu administracyjnego, którego zręby powstały w latach 1851–1855. Nowy trójstopniowy podział administracyjny objął 21 cyrkułów (niem. Kreise), 179 małych powiatów (niem. Bezirke) i ponad 6000 gmin (niem. Gemeinde). 
Bezirk Żmigród objął obszar o wielkości 5,4 mil², zamieszkany był przez 21.573 ludzi i podzielony na 44 gminy katastralne, w tym dwa miasteczka (Żmigród i Osiek). Wszedł w skład cyrkułu jasielskiego, jako jeden z jego dziewięciu powiatów. 1 maja 1860 zniesiono cyrkuł jasielski, przez co Bezirk Żmigród włączono do cyrkułu sanockiego.
Po nadaniu Galicji autonomii oraz powołaniu samorządu gminnego i powiatowego w 1865 zlikwidowano cyrkuły (Kreise). Dotychczasowe małe powiaty (Bezirke) w liczbie 179, utrzymały się do 1867 roku, kiedy to w następstwie kolejnej reformy administracyjnej (23 stycznia 1867) zostały zastąpione przez 74 większe powiaty. Obszar zniesionego Bezirk Żmigród wszedł wtedy w skład nowych powiatów krośnieńskiego i jasielskiego oraz fragmentarnie gorlickiego (vide podział w tabeli poniżej). 1 sierpnia 1878 znacznie zmieniono granice tych powiatów, włączając 18 gmin z powiatu krośnieńskiego do powiatu jasielskiego i jedną z powiatu gorlickiego do powiatu jasielskiego; zmianę powiatu dwóch z tych gmin (Podniebyle i Bartne) anulowano przed wejściem w życie rozporządzenia.

## Podział administracyjny (1854)
| Lp. | Gmina jednostkowa           | Powierzchnia | Ludność | Powiat w 1867 po zniesieniu |
| --- | --------------------------- | ------------ | ------- | --------------------------- |
| 1   | Żmigród (m)                 | 1177         | 1684    | krośnieński                 |
| 2   | Żmigród Stary z Siedliskami | 1228         | 613     | krośnieński                 |
| 3   | Łysa Góra                   | 1415         | 588     | krośnieński                 |
| 4   | Cieklin                     | 1509         | 901     | jasielski                   |
| 5   | Dobrynia                    | 976          | 446     | jasielski                   |
| 6   | Duląbka                     | 853          | 309     | jasielski                   |
| 7   | Dzielec                     | 185          | 177     | jasielski                   |
| 8   | Pagórek z Radością          | 854          | 252     | jasielski                   |
| 9   | Wola Cieklińska             | 1796         | 283     | jasielski                   |
| 10  | Leśniówka                   | 331          | 310     | krośnieński                 |
| 11  | Chorkówka                   | 820          | 315     | krośnieński                 |
| 12  | Faliszówka z Porajem        | 1197         | 533     | krośnieński                 |
| 13  | Grabanina z Sadkami         | 709          | 246     | krośnieński                 |
| 14  | Gorzyce                     | 715          | 171     | jasielski                   |
| 15  | Łężyny                      | 847          | 587     | jasielski                   |
| 16  | Kopytowa ze Stanowiskami    | 1419         | 947     | krośnieński                 |
| 17  | Łubno                       | 1019         | 220     | jasielski                   |
| 18  | Łubienko                    | 651          | 271     | jasielski                   |
| 19  | Łajsce                      | 798          | 438     | jasielski                   |
| 20  | Makowiska                   | 809          | 378     | krośnieński                 |
| 21  | Nienaszów                   | 1616         | 620     | krośnieński                 |
| 22  | Osiek (m)                   | 942          | 741     | jasielski                   |
| 23  | Mytarz                      | 627          | 398     | jasielski                   |
| 24  | Świerchowa                  | 674          | 311     | jasielski                   |
| 25  | Podniebyle                  | 502          | 253     | krośnieński                 |
| 26  | Samoklęski                  | 1860         | 906     | jasielski                   |
| 27  | Czekaj                      | 189          | 285     | jasielski                   |
| 28  | Folusz z Hutą               | 840          | 602     | jasielski                   |
| 29  | Kłopotnica                  | 132          | 148     | jasielski                   |
| 30  | Mrukowa                     | 475          | 397     | jasielski                   |
| 31  | Pielgrzymka                 | 1702         | 837     | jasielski                   |
| 32  | Zawadka                     | 536          | 391     | jasielski                   |
| 33  | Brzezowa ze Skalnikiem      | 1397         | 913     | krośnieński                 |
| 34  | Kąty                        | 1511         | 924     | krośnieński                 |
| 35  | Desznica z Jaworzem         | 1811         | 716     | krośnieński                 |
| 36  | Hałbów                      | 671          | 223     | krośnieński                 |
| 37  | Krempna                     | 3314         | 589     | krośnieński                 |
| 38  | Świerzowa                   | 2555         | –       | krośnieński                 |
| 39  | Mytarka                     | 600          | 300     | krośnieński                 |
| 40  | Kotań                       | 1055         | 317     | krośnieński                 |
| 41  | Bartne                      | 3171         | 775     | gorlicki                    |
| 42  | Toki                        | 538          | 253     | krośnieński                 |
| 43  | Świątkowa Wielka            | 2841         | 739     | krośnieński                 |
| 44  | Świątkowa Mała              | 970          | 266     | krośnieński                 |

Objaśnienie:
(M) = miasto; (m) = miasteczko